# مامادو لامين تراوري
مامادو لامين تراوري (بالفرنسية: Mamadou Lamine Traoré)‏ هو سياسي مالي، ولد في 2 يناير 1947، وتوفي في 21 يوليو 2007. حزبياً، نشط في التحالف من أجل الديمقراطية في مالي.